# Dědice

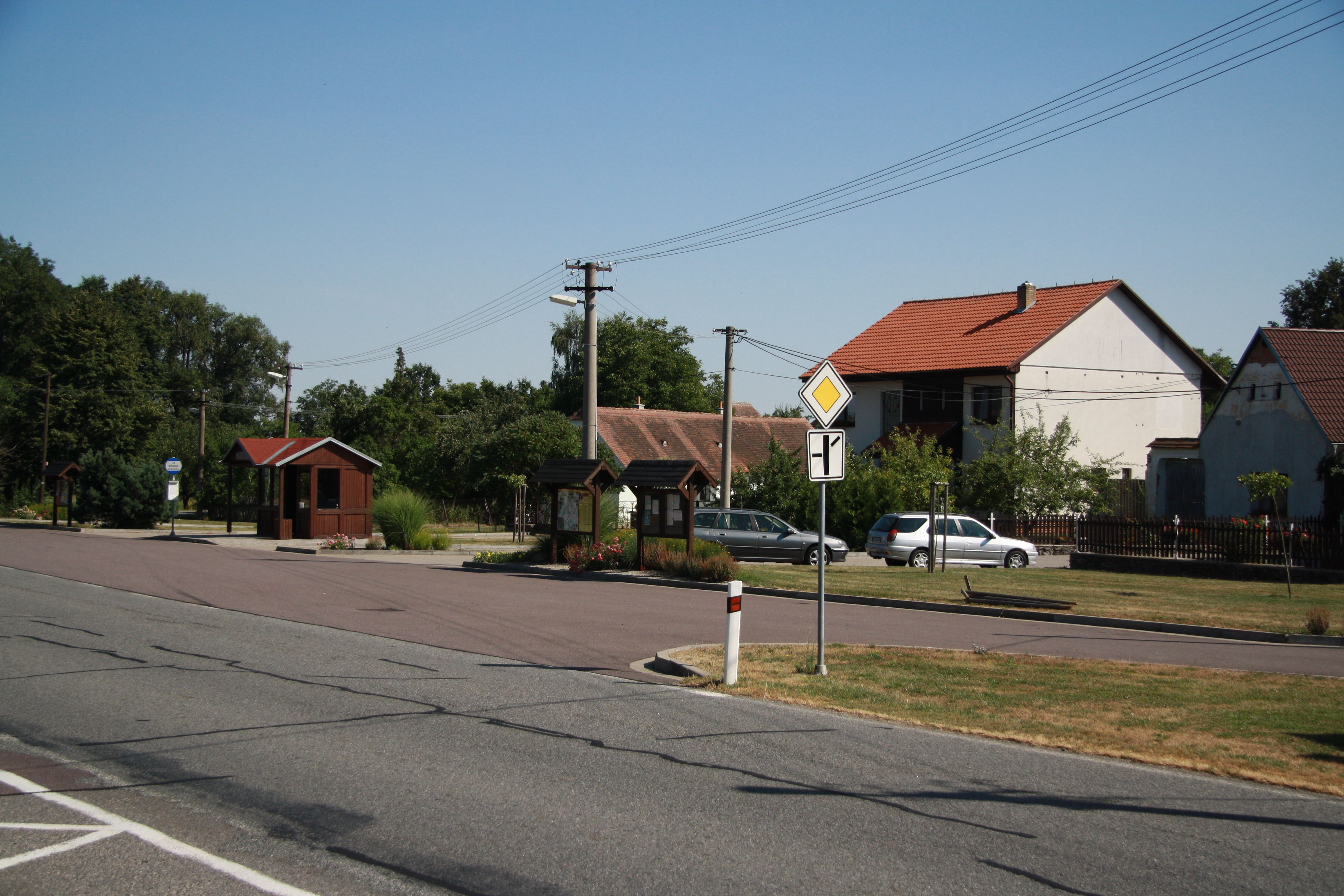
Ortszentrum

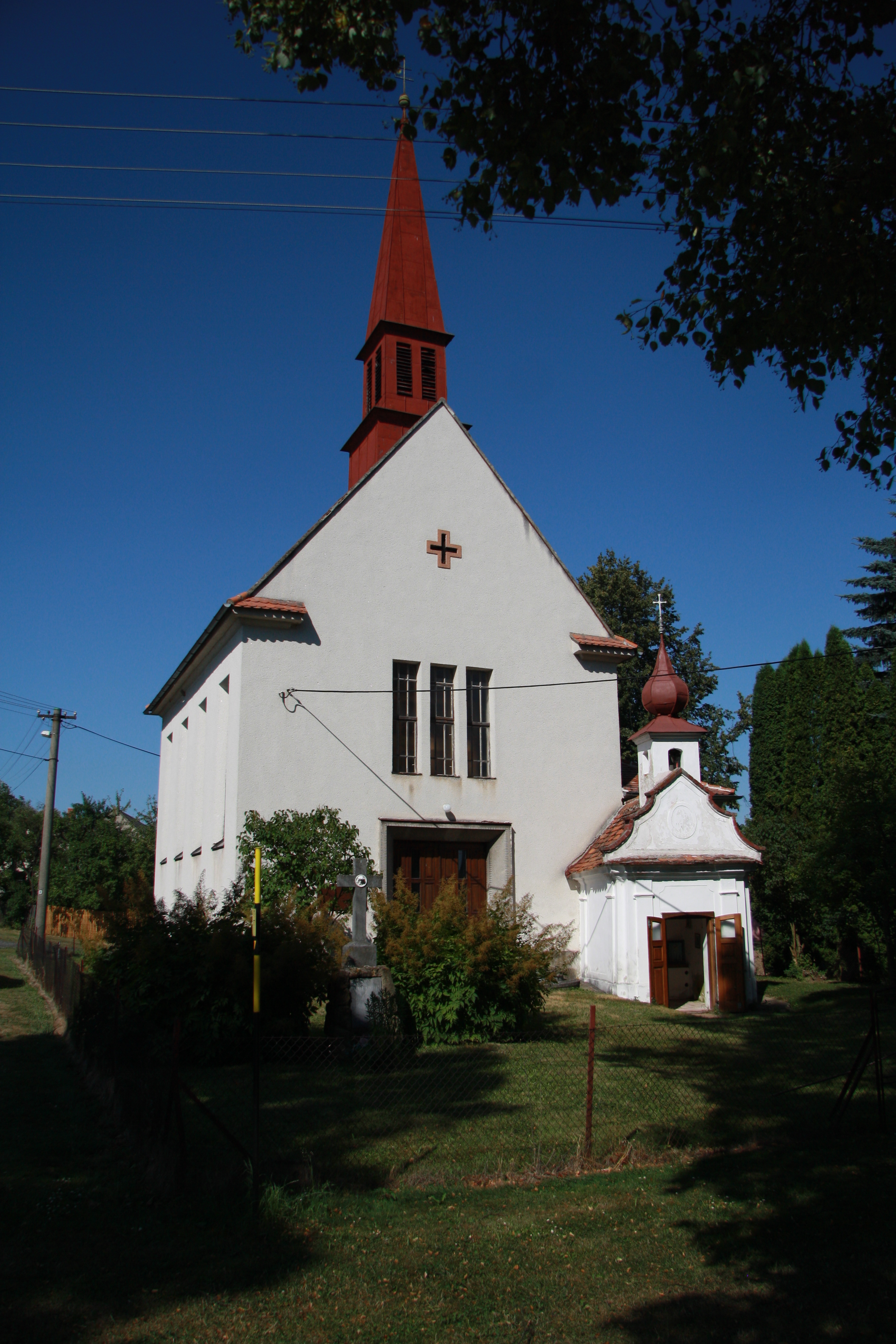
Kapelle des heiligsten Herzens Jesu

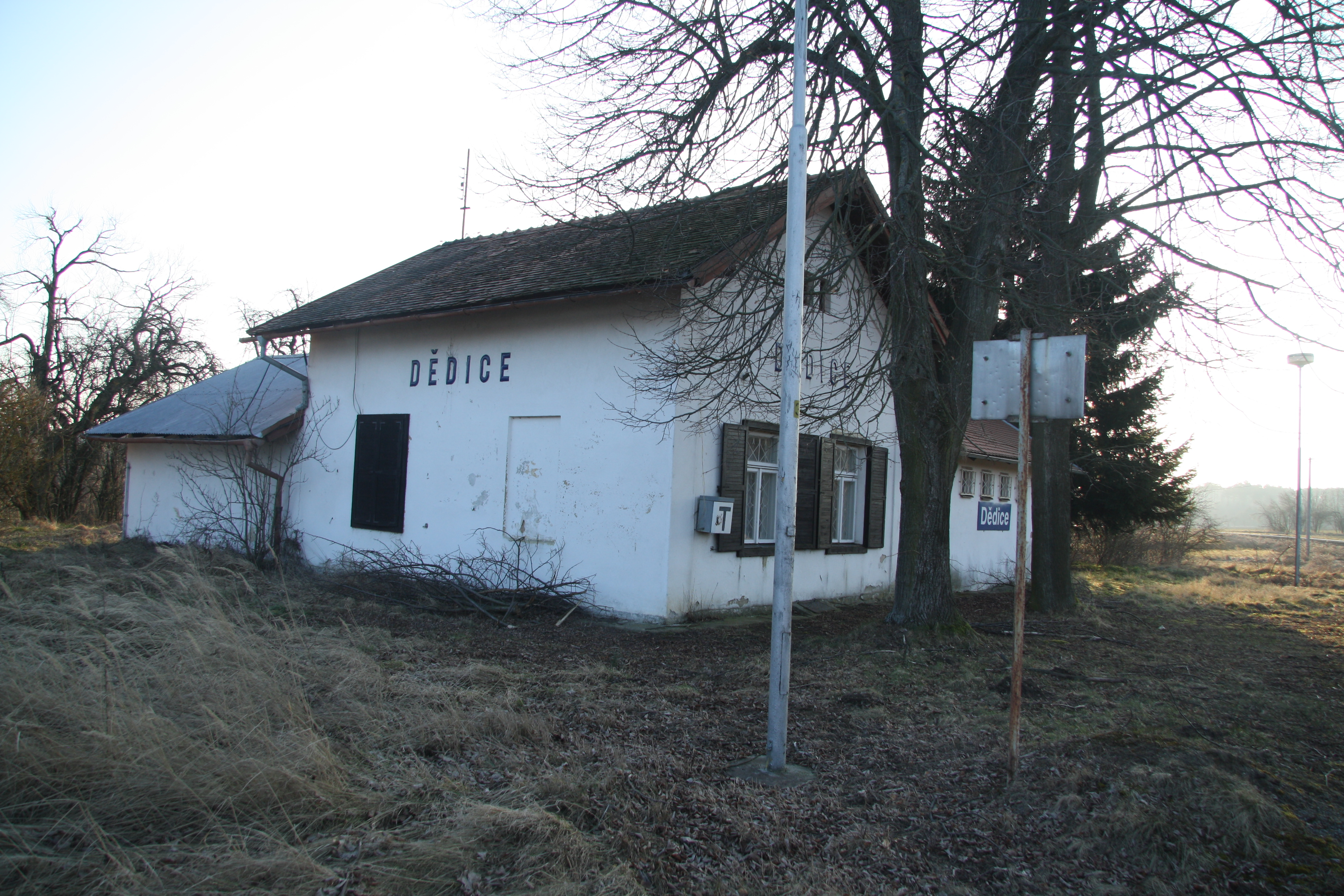
Stationsgebäude der Eisenbahn

Dědice (deutsch Dieditz) ist eine Gemeinde in Tschechien. Sie liegt sieben Kilometer südwestlich von Moravské Budějovice und gehört zum Okres Třebíč.

## Geographie
Das Platzdorf Dědice befindet sich am Bach Syrovický potok in der Dešovská pahorkatina (Deschauer Hügelland). Nördlich erhebt sich der Kopeček (513 m. n.m.), im Süden die Kojatická horka (539 m. n.m.), südwestlich der Smilovský kopec (506 m. n.m.) sowie im Nordwesten der Budkovský vrch (559 m. n.m.) und der Třebelovický kopec (575 m. n.m.). Durch den Ort führt die Staatsstraße II/152 zwischen Jemnice und Moravské Budějovice. Am westlichen und nördlichen Ortsrand verläuft die Bahnstrecke Moravské Budějovice–Jemnice.
Nachbarorte sind Na Ostrůvku, Komárovice und Vranín im Norden, Kolovraty, Litohoř, Kosová, Moravské Budějovice und Jackov im Nordosten, Mikálka und Krnčice im Osten, Nimpšov im Südosten, Spetice im Süden, Dubina, Kojatice, Velký Újezd und Rácovice im Südwesten, Oponešice im Westen sowie Budkov im Nordwesten.

## Geschichte
Archäologische Funde belegen eine Besiedlung des Gemeindegebietes seit der Steinzeit.
Die erste urkundliche Erwähnung des Dorfes Dyedycz erfolgte 1353 in der Landtafel im Zusammenhang mit Zbyněk von Dědice. Das Dorf gehörte bis 1369 zum Pfandbesitz der Herren Bítovský von Lichtenburg. Albrecht Bítovský von Lichtenburg verpfändete das Dorf 1406 an Saul von Drassow (Šavel z Srázova), der Dědice im Jahr darauf mit Zustimmung der Vormünder von Albrechts minderjährigen Söhnen Johann und Aleš zusammen mit einer Halbhufe dem Budwitzer Pfarrer Michael für das neue Spital verkaufte.
In der Umgebung von Dědice lag auch das 1354 erstmals erwähnte Vladikengut Bořečkovice, das bis 1481 nachweislich ist und danach erlosch. Es wird angenommen, dass das wüste Dorf Bořečkovice zwischen Dědice und Rácovice in der Flur „Pod silnicí“ gestanden war, wo mehrfach Keramikfunde aus dem 12.–15. Jahrhundert gemacht wurden.
König Ladislaus Jagiello überließ 1498 das Dorf Diediczich zusammen mit dem Wald und den Dörfern Kojatice und Hornice als Allod an Wenzel von Ludanitz auf Eichhorn. Im Laufe des 16. Jahrhunderts wechselten die Besitzer oftmals. Um 1550 erwarb Zdeněk Bítovský von Lichtenburg das Gut, er veräußerte Dědice 1563 an Wenzel Hoditzky von Hoditz. Dieser tauschte Dědice 1569 zusammen mit Blatnice, Hostim, Lažínky, Vesce, Radkovice, Jiřice, Zvěrkovice und Příštpo bei Jiří Valecký von Mírov gegen Mißlitz ein. Im Jahre 1573 kaufte der Besitzer des Gutes Pullitz, Wenzel von Taikowitz, die Dörfer Dědice, Hornice, Kojatice und Bačkovice zu seiner Grundherrschaft hinzu. Eva Tawikowska von Taikowitz vererbte 1600 die Herrschaft Pullitz ihrem Mann Georg Christoph Teuffel von Gundersdorf, der sie 1602 an Ursula Lorantska von Inka verkaufte. Im Jahre 1606 trennte Lorantska die Dörfer Diedicze, Hornice, Kojatice, Bačkovice und einen Anteil von Tassau davon ab und veräußerte sie als Gut Kojatitz an Otto Kottulinsky von Kottulin. Da Kottulinsky unverheiratet blieb und keine Nachkommen hatte, bestimmte er seinen Diener zum Erben des Gutes. Dieser konnte den Eintritt des Erbfalls nicht abwarten und ermordete 1635 seinen Herrn. Nachdem das Verbrechen entdeckt worden war, zog die mährische Landeskammer das Gut Kojatitz ein und veräußerte einen Teil davon 1636 an Benedict Palastaj von Kasejov; Dědice wird dabei jedoch nicht erwähnt. Während des Dreißigjährigen Krieges verödete das Dorf; im Hufenregister sind neun der 16 Anwesen als wüst aufgeführt. Dědice gelangte zusammen mit Hornice und Bačkovice an Jan Kořensky von Tereschow, der die drei Dörfer 1667 an den Besitzer der Herrschaft Pullitz, Jakob Berchtold zu Ungarschitz verkaufte. Bis 1671 konnten drei der wüsten Anwesen wieder besiedelt werden. Im Jahre 1749 ließen die Grafen von Berchtold in Dieditz einen herrschaftlichen Gasthof errichten. Im Dorf lebten zu der Zeit zwölf Bauernfamilien und sechs Einlieger. 1770 erfolgte die Nummerierung der Häuser; in Dieditz standen damals 19 strohgedeckte Chaluppen. Die Lage an der Handelsstraße von Budwitz nach Jamnitz war während der Kriegszeiten mit Truppendurchzügen und Plünderungen verbunden; so zogen während der Schlesischen Kriege 30.000 Preußen durch den Ort und während der Napoleonischen Kriege 1805, 1809 und 1813 die Franzosen. Im Jahre 1820 hatte Dieditz 176 Einwohner; das Dorf war auf 28 Häuser angewachsen, davon elf Bauern, 14 Chalupner und Häusler, die herrschaftliche Schänke, die Dorfschmiede und das Armenhaus. Karl von Berchtold veräußerte die Herrschaft Pullitz 1821 an August von Segür.
Im Jahre 1834 bestand das im Znaimer Kreis gelegene Dorf Dieditz bzw. Dědice aus 33 Häusern mit 227 mährischsprachigen Einwohnern. Erwerbsquelle bildete die Landwirtschaft. Pfarrort war Groß-Augezd. August von Segür verkaufte am 18. Dezember 1837 die Dörfer Hornitz, Kojatitz und Dieditz einschließlich der Meierhöfe an Kojatitz und Wilhelmshof an Karl von Nimptsch, der die Güter seiner Herrschaft Neu Serowitz zuschlug. Bis zur Mitte des 19. Jahrhunderts blieb Dieditz der Herrschaft Neu Serowitz untertänig.
Nach der Aufhebung der Patrimonialherrschaften bildete Dědice / Dieditz ab 1848 eine Gemeinde im Gerichtsbezirk Mährisch Budwitz. Während des Deutschen Krieges zogen 1866 preußische Truppen durch das Dorf. Ab 1869 gehörte Dědice zum Bezirk Znaim; zu dieser Zeit hatte das Dorf 226 Einwohner und bestand aus 34 Häusern. Die Gründung der Freiwilligen Feuerwehr erfolgte wahrscheinlich im Jahre 1891. Die Straße nach Budkau wurde 1892 gebaut. 1896 wurde das Dorf dem Bezirk Mährisch Budwitz zugeordnet. Am 9. November 1896 wurde die Lokalbahn Mährisch Budwitz–Jamnitz feierlich in Betrieb genommen und die Bahnstation Dědice eröffnet. Im Jahre 1900 lebten in Dědice 200 Personen; 1910 waren es 187. 1903 erhielt das Dorf eine eigene Schule. Nach dem Ersten Weltkrieg zerfiel der Vielvölkerstaat Österreich-Ungarn, das Dorf wurde 1918 Teil der neu gebildeten Tschechoslowakischen Republik. Aus diesem Anlass erfolgte 1919 die Anpflanzung von 16 Freiheitslinden auf dem Dorfplatz. Beim Zensus von 1921 lebten in den 42 Häusern von Dědice 192 Personen, davon 191 Tschechen und ein Deutscher. 1930 bestand Dědice aus 42 Häusern und hatte 210 Einwohner. In diesem Jahre erfolgte die Elektrifizierung des Dorfes. Die Herz-Jesu-Kapelle wurde 1934 errichtet. Von 1939 bis 1945 gehörte Dědice / Dieditz zum Protektorat Böhmen und Mähren. Nach dem Ende des Zweiten Weltkrieges wurden im Jahre 1945 fünf deutsche Familien aus dem Ort vertrieben. Im Jahre 1950 hatte Dědice 185 Einwohner. Die JZD wurde 1953 gegründet. Bei der Gebietsreform von 1960 wurde Dědice im Zuge der Aufhebung des Okres Moravské Budějovice dem Okres Třebíč zugeordnet. Die Bahnstation wurde 1973 zum Haltepunkt herabgestuft und die Abfertigung eingestellt. Die Schule wurde 1975 geschlossen. Zwischen 1980 und 1991 war Dědice nach Nové Syrovice eingemeindet. Beim Zensus von 2001 lebten in den 50 Häusern von Dědice 141 Personen.

## Ortsgliederung
Für die Gemeinde Dědice sind keine Ortsteile ausgewiesen. Zu Dědice gehört die Einschicht Dubina.

## Sehenswürdigkeiten
- Kapelle des heiligsten Herzens Jesu auf dem Dorfplatz, errichtet 1934
- Kleine Kapelle vor der Herz-Jesu-Kapelle
- Steinernes Kreuz unweit Kapelle
- Historisches Haltestellengebäude der Eisenbahn, Kulturdenkmal